# Leidissoo
Leidissoo är en sumpmark i Läänemaa i västra Estland, 70 km sydväst om huvudstaden Tallinn. Den ligger på gränsen mellan kommunerna Nõva, Nuckö och Lääne-Nigula. Den avvattnas av bland annat ån Nõva jõgi och angränsar i nordöst till sumpmarken Sendrisoo.  